# Liván López
Liván López Azcuy (ur. 24 stycznia 1982 w Pinar del Río) – kubański zapaśnik, brązowy medalista olimpijski, dwukrotny medalista mistrzostw świata.
Brązowy medalista igrzysk olimpijskich w Londynie w wadze 66 kg i dziesiąty w Rio de Janeiro 2016 w kategorii 74 kg.
Wicemistrz świata w 2013 roku w kategorii do 66 kg. Złoto w mistrzostwach i igrzyskach panamerykańskich. Triumfator Igrzysk Ameryki Środkowej i Karaibów w 2014. Czwarty w Pucharze Świata w 2018 i siódmy w 2015 roku